# Tête du Praillon
Tête du Praillon är en bergstopp i Schweiz. Den ligger i distriktet Monthey och kantonen Valais, i den sydvästra delen av landet, 80 km sydväst om huvudstaden Bern. Toppen på Tête du Praillon är 1 630 meter över havet.